# 陳曉歡
陳曉歡（1987年3月12日—），台灣女子羽球選手，退役後任亞柏羽球隊教練。

## 球員生涯
2010年11月，陳曉歡代表中華台北出戰廣州亞運會，參加羽毛球比賽的女子團體項目。
2013年8月，陳曉歡參加中國廣州舉行的世界羽毛球錦標賽，與廖敏竣出戰混合雙打項目，首圈以2-0擊敗印度組合晉級，但在第二圈就以0比2（8-21、20-22）不敵10號種子、印尼的里基·维迪安托/普斯皮达·里奇·蒂莉出局。此外，她又與賴佳玟出戰女雙，首圈以2-0淘汰比利時選手晉級，但在第二圈就以0比2（12-21、19-21）不敵10號種子、泰國的当甲农·阿伦革颂/恭差拉·沃拉威七猜恭出局。
2015年8月，陳曉歡在104年第二次全國羽球排名賽女甲單決賽，以2比1（20-22、21-9、21-15）擊敗胡綾芳，生涯首度贏得女單后冠；加上在103年女雙和100年混雙摘冠，成為繼簡毓瑾後國內第2位完成女單、雙及混雙都獲冠的女子球員。她在賽後表示，因為近一年來把重心放在雙打上，參賽前根本沒想到是這樣的結局，感覺相當夢幻。
陳曉歡退役後轉任亞柏羽球隊教練。

## 主要比賽成績
只列出曾進入準決賽的國際賽事成績：
| 年份   | 賽事                   | 公開賽級別 | 項目     | 搭檔   | 成績   |
| ------ | ---------------------- | ---------- | -------- | ------ | ------ |
| 2012年 | 新加坡羽毛球國際系列賽 | 國際系列賽 | 女子單打 | －     | 準決賽 |
| 2013年 | 越南羽毛球國際挑戰賽   | 國際挑戰賽 | 女子單打 | －     | 準決賽 |
| 2013年 | 越南羽毛球國際挑戰賽   | 國際挑戰賽 | 混合雙打 | 廖敏竣 | 準決賽 |
| 2013年 | 大阪羽毛球國際挑戰賽   | 國際挑戰賽 | 混合雙打 | 廖敏竣 | 準決賽 |
| 2013年 | 東亞運動會羽毛球比賽   | 其他       | 女子團體 | －     | 銀牌   |
| 2013年 | 越南羽毛球大獎賽       | 大獎賽     | 女子雙打 | 賴佳玟 | 準決賽 |
| 2013年 | 越南羽毛球大獎賽       | 大獎賽     | 混合雙打 | 廖敏竣 | 亞軍   |
| 2015年 | 越南羽毛球大獎賽       | 大獎賽     | 女子雙打 | 黃美菁 | 準決賽 |
| 2016年 | 瑞士羽毛球黃金大獎賽   | 黃金大獎賽 | 混合雙打 | 廖敏竣 | 準決賽 |
| 2017年 | 中國羽毛球大師賽       | 黃金大獎賽 | 混合雙打 | 廖敏竣 | 亞軍   |
| 2018年 | 越南羽毛球國際挑戰賽   | 國際挑戰賽 | 女子雙打 | 胡綾芳 | 準決賽 |

| 2007-2017年 | 首要超級賽 | 超級賽 | 黃金大獎賽 | 大獎賽 | 國際挑戰賽 | 國際系列賽 | 未來系列賽 | 其他 |

| 2018-2026年 | 總決賽 | 超級1000賽 | 超級750賽 | 超級500賽 | 超級300賽 | 超級100賽 | 國際挑戰賽 | 國際系列賽 | 未來系列賽 | 其他 |

### 奧運會和世錦賽參賽紀錄
|          | 搭檔   | 2009 | 2010 | 2011 | 2012 | 2013 | 2014 | 2015 | 2016 | 2017 | 2018 |
| -------- | ------ | ---- | ---- | ---- | ---- | ---- | ---- | ---- | ---- | ---- | ---- |
| 女子單打 | －     | 64強 | 32強 | －   | －   | －   | －   | －   | －   | －   | －   |
|          |        |      |      |      |      |      |      |      |      |      |      |
| 女子雙打 | 賴佳玟 | －   | －   | －   | －   | 32強 | 48強 | －   | －   | －   | －   |
|          |        |      |      |      |      |      |      |      |      |      |      |
| 混合雙打 | 廖敏竣 | －   | －   | 48強 | －   | 32強 | 32強 | 16強 | －   | 32強 | 48強 |